# Lovrenc Pogačnik
Lovrenc Pogačnik (tudi Pogatschnig), slovenski rimskokatoliški duhovnik, jezuit in nabožni pisatelj, * 5. avgust 1698, Kranj, † 11. november 1768, Zagreb.  

## Življenje in delo
Pogačnik je dokončal gimnazijo, filozofijo in študij moralne teologije ter kanoničnega prava v Ljubljani,  a po posvečenju stopil 14. okt. 1723 na Dunaju v jezuitski noviciat (slovesna zaobljuba v Lj. 2. febr. 1734). Po tirociniju je od 1727 do 1762 večinoma deloval v Ljubljani, a tudi po drugih krajih avstrijske jezuitske pokrajine, kjer so rabili slovenskega pridigarja (v Gorici, Celovcu in Trstu) ter bil: 3 leta načelnik ljubljanske bratovščine smrtnega trpljenja Kristusovega (1727–1730), 12 let katehet (1730–1742) in obenem 40 let slovenski pridigar. Leta 1762 se je za vedno poslovil od Ljubljane: 2 leti je bil pridigar v Trstu, konec leta 1764 pa je bil poslan v Zagreb, kjer je ostal do smrti, a zaradi svoje slabosti in izčrpanosti opravljal le lahko delo spirituala (»duhovnega očeta«) laiških bratov.
Pogačnikovo znanje jezikov je bilo kakor običajno pri slovenskih jezuitih: slovenščina, nemščina, latinščina, italijanščina in toliko hrvaščine, da je v Zagrebu lahko izpovedoval. Sloves o njegovi vnemi je bil odličen, vendar kot vodja bratovščine smrtnega trpljenja Kristusovega še ni uvidel, da bi ta bratovščina potrebovala slovenska in nemška besedila. Pisati je začel šele mnogo let pozneje. Pripisujejo mu 3 spise, natisnjene 1757 v Trstu: Compendium ritualis labacensis cum appendice germanica et carniolica pro assistentia maribundorum; Dioecesanum labacense in Missae propriae dioeceseos labacensis. Najpomembnejša teh knjig je pač prvi obred-niški tekst s slovenskimi teksti. Gre za neuraden priročnik, ki naj bi nadomeščal uradnega »Rituale Labacense ad usum Romanum accomodatum« iz 1706, torej tisti obrednik, ki ga je oskrbel salzburški škof Künburg z mislijo, da je treba v ljubljanski škofiji posebnosti oglejskega obreda nadomestiti z rimskim, obenem pa upoštevati tudi potrebe domačega okoliša.